# موتور تی‌یو پی‌اس‌ای
موتورهای تی‌یو پی اِس اِی (به انگلیسی: PSA TU engine) یک خانواده کوچک از موتورهای چهارسیلندر مورد استفاده در دامنه گسترده‌ای از خودروهای پژو و سیتروئن است. این موتور در سال ۱۹۸۶ در خودروی سیتروئن ای‌اکس به عنوان جایگزین موتور ایکس‌یو پی‌اس‌ای معرفی شد. این گونه موتور دو نسخه دارد، نسخه بنزین و نسخه دیزل که به نام تی‌یودی شناخته می‌شوند.
موتورهای سری تی‌یو در خودروهای زیر از خانواده پژو و سیتروئن مورد استفاده قرار گرفته‌است:
- سیتروئن: ای‌ایکس، ساکسو، سی۲، سی۳، بی‌ایکس، زدایکس، سارا، سی۱۵، نمو و برلینگو
- پژو: ۱۰۶، ۲۰۵، ۲۰۶، ۲۰۷، ۳۰۹، ۳۰۶، ۳۰۷، ۴۰۵، بیپر، پارتنر، پارس و هوگار

## TU9
تی‌یو۹ نخستین مدل از این موتورها بوده و حجمی معادل ۹۵۴ سانتیمتر مکعب دارد. قطر سیلندر آن ۷۰ میلی‌متر و کورس آن ۶۲ میلیمتر است. نسخه اولیه سوخت رسانی کاربراتوری داشت و ۴۴ اسب بخار قدرت تولید می‌کرد که در سال ۱۹۹۲ با مجهز شدن به سوخت رسانی انژکتوری قدرت آن به ۴۹ اسب بخار رسید. با معرفی استاندارد یورو ۳ در سال ۲۰۰۱ تولید این موتور متوقف شد.
| مدل     | قدرت                                       | یادداشت                             |
| ------- | ------------------------------------------ | ----------------------------------- |
| TU9 M/Z | ۵۰ اسب بخار متری (۳۷ کیلووات؛ ۴۹ اسب بخار) | سوخت‌رسانی انژکتوری با مبدل کاتالیست |
| TU9/K   | ۴۵ اسب بخار متری (۳۳ کیلووات؛ ۴۴ اسب بخار) | کاربراتور تک دهانه                  |

## TU1

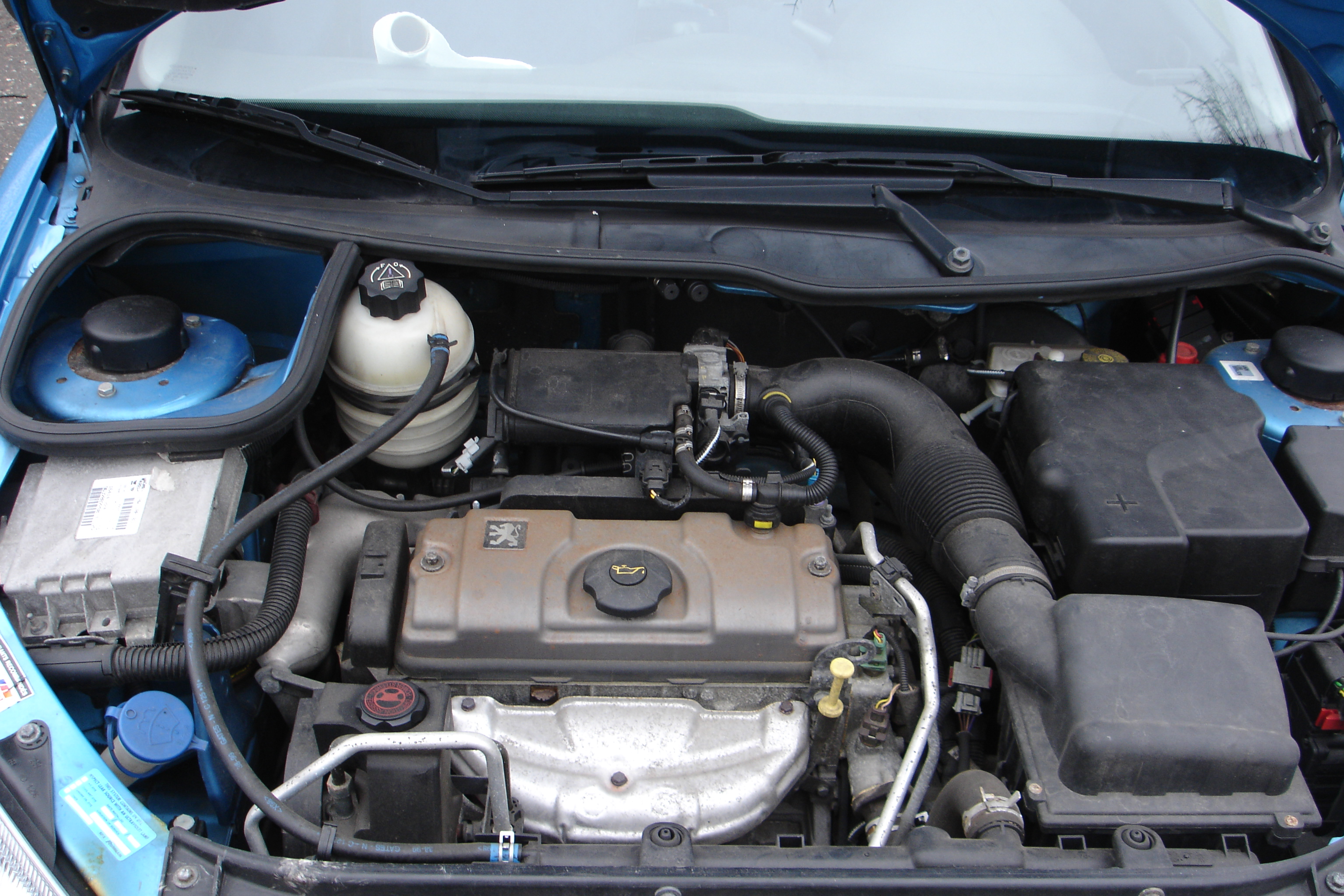
موتور تی‌یو۱ برروی خودروی پژو ۲۰۶

این موتور دارای حجم دقیق ۱۱۲۴ سانتیمتر مکعب و قطر سیلندر ۷۲ میلی‌متر و کورس ۶۹ میلی‌متر است. قدرت نسخه اولیه این موتور (که کاربراتوری بود) ۵۵ اسب بخار بود. اما در سال ۱۹۹۲ با مجهز شدن به انژکتور تک نقطه‌ای و مبدل کاتالیست قدرتش به ۵۹ اسب بخار رسید. با معرفی استاندارد یورو ۳ این موتور به سامانه سوخت‌رسانی انژکتوری چند نقطه‌ای مجهز شد.
| مدل      | قدرت                                       | یادداشت                             |
| -------- | ------------------------------------------ | ----------------------------------- |
| TU1 F2/K | ۶۰ اسب بخار متری (۴۴ کیلووات؛ ۵۹ اسب بخار) | کاربراتور تک دهانه                  |
| TU1 JP   | ۶۰ اسب بخار متری (۴۴ کیلووات؛ ۵۹ اسب بخار) | سوخت‌رسانی انژکتوری با مبدل کاتالیست |
| TU1 M/Z  | ۶۰ اسب بخار متری (۴۴ کیلووات؛ ۵۹ اسب بخار) | سوخت‌رسانی انژکتوری با مبدل کاتالیست |
| TU1/K    | ۵۵ اسب بخار متری (۴۰ کیلووات؛ ۵۴ اسب بخار) | کاربراتور تک دهانه                  |

## TU2
موتور تی‌یو۲ حجمی معادل ۱۲۹۴ سانتیمتر مکعب دارد و قطر پیستون و کورس آن به ترتیب عبارتند از ۷۵ و ۷۳ میلیمتر. قدرت این موتور کاربراتوری ۹۳ اسب بخار بود ولی گونه‌ای ارتقا یافته این موتور مجهز به سوخت رسانی انژکتوری قدرتی برابر با ۱۰۱ اسب بخار داشت که برای استفاده در پژو ۲۰۵ رالی آماده شده بود. در سال ۱۹۹۲ میلادی نسخه انژکتور و مجهز به کاتالیزور این موتور با قدرت ۹۹ اسب بخار برای استفاده بر روی خودروی پژو ۱۰۶ رالی عرضه شد.
| مدل            | قدرت                                         | یادداشت                                           |
| -------------- | -------------------------------------------- | ------------------------------------------------- |
| TU24 (M4A)     | ۹۵ اسب بخار متری (۷۰ کیلووات؛ ۹۴ اسب بخار)   | کاربراتور دو دهانه Solex ADDHE 40 / Weber DCOE 40 |
| TU24 (M2A)     | ۱۰۳ اسب بخار متری (۷۶ کیلووات؛ ۱۰۲ اسب بخار) | کاربراتور دو دهانه Weber DCOM 40                  |
| TU2 J2/Z (MFZ) | ۱۰۰ اسب بخار متری (۷۴ کیلووات؛ ۹۹ اسب بخار)  | سوخت‌رسانی انژکتوری با مبدل کاتالیست               |

## TU3

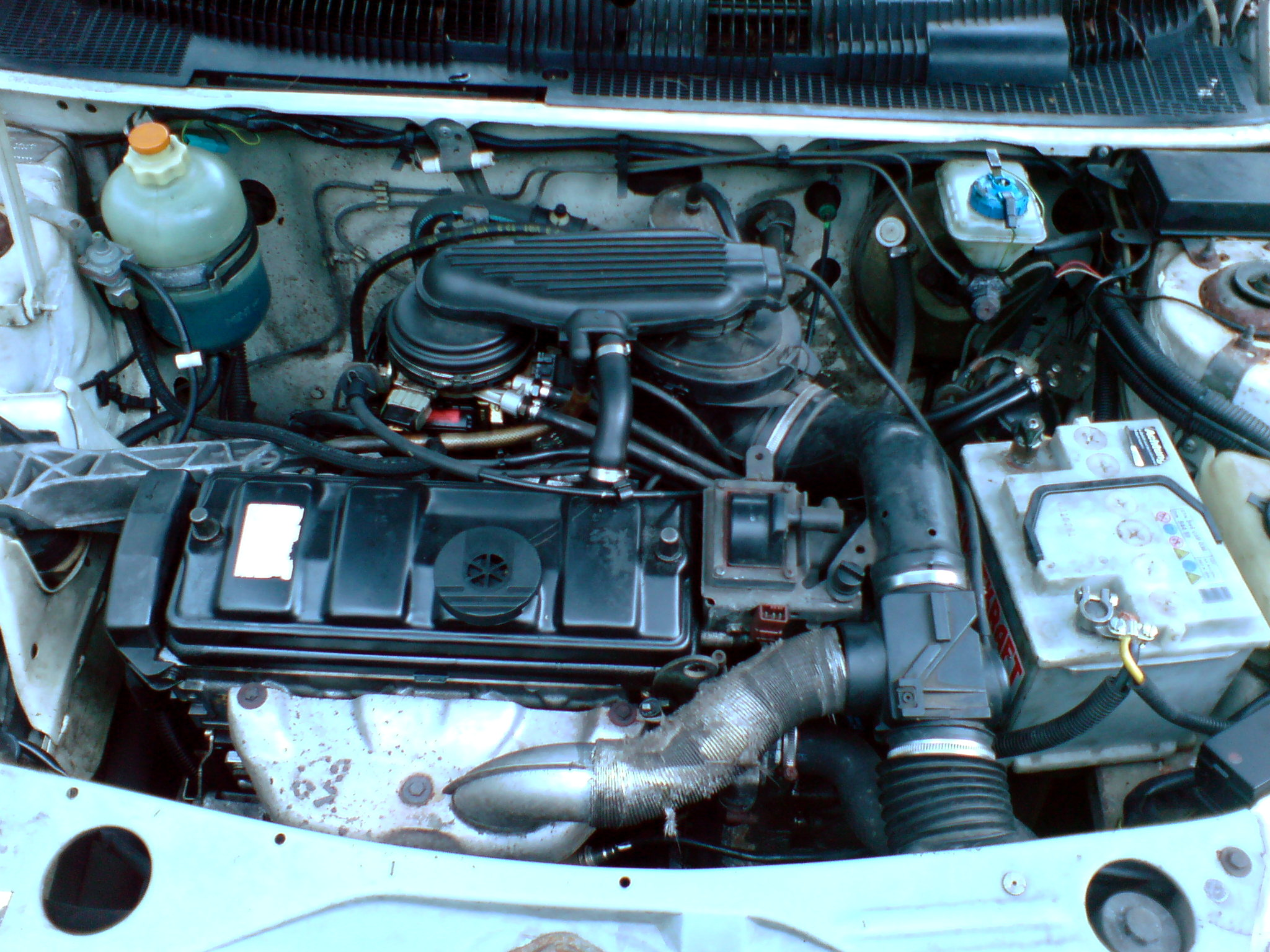
موتور تی‌یو۳ برروی خودروی پژو ۲۰۵

این موتور حجمی معادل ۱۳۶۰ سانتیمتر مکعب دارد و قطر پیستون و کورس آن به ترتیب ۷۵ و ۷۷ میلی‌متر است. این موتور یکی از پراستفاده‌ترین و محبوب‌ترین موتورهای پی‌اس‌ای است و در طیف وسیعی از خودروهای انداره متوسط، مینی‌ون‌ها و خودروهای کامپکت به کار رفته‌است. پژو سیتروئن از نمونه‌های تقویت شده این موتور حتی در مسابقات نیز استفاده می‌کرد.
- TU3 205 Peugeot: در ابتدا این موتور با دونوع کاربراتور تک و دو دهانه عرضه می‌شد که قدرتی برابر با ۶۴ و ۷۳ اسب بخار داشت. نمونه کاربراتوری در سال ۱۹۹۲ جای خود را به نمونه انژکتوری با قدرت ۷۳ اسب بخار داد. در سال ۱۹۹۶ هم تولید نمونه‌های اسپرت ۹۸ و ۹۳ اسب بخاری متوقف شد.
- Engine PSA TU3 Citroen TU3: این موتور در ایران نیز بر روی پژو ۲۰۶ عرضه می‌شود.

| مدل                 | قدرت                                        | یادداشت                             |
| ------------------- | ------------------------------------------- | ----------------------------------- |
| TU3 A (استفاده نشد) | ۶۵ اسب بخار متری (۴۸ کیلووات؛ ۶۴ اسب بخار)  | کاربراتور تک دهانه                  |
| TU3 A               | ۷۵ اسب بخار متری (۵۵ کیلووات؛ ۷۴ اسب بخار)  | کاربراتور دو دهانه با مبدل کاتالیست |
| TU3 A/K             | ۷۰ اسب بخار متری (۵۱ کیلووات؛ ۶۹ اسب بخار)  | کاربراتور تک دهانه                  |
| TU3 F2/K            | ۷۵ اسب بخار متری (۵۵ کیلووات؛ ۷۴ اسب بخار)  | کاربراتور دو دهانه                  |
| TU3 FJ2/K           | ۱۰۰ اسب بخار متری (۷۴ کیلووات؛ ۹۹ اسب بخار) | سوخت‌رسانی انژکتوری                  |
| TU3 FJ2/Z           | ۹۵ اسب بخار متری (۷۰ کیلووات؛ ۹۴ اسب بخار)  | سوخت‌رسانی انژکتوری با مبدل کاتالیست |
| TU3 JP              | ۷۵ اسب بخار متری (۵۵ کیلووات؛ ۷۴ اسب بخار)  | سوخت‌رسانی انژکتوری با مبدل کاتالیست |
| TU3 M/Z             | ۷۵ اسب بخار متری (۵۵ کیلووات؛ ۷۴ اسب بخار)  | سوخت‌رسانی انژکتوری با مبدل کاتالیست |
| TU3 S               | ۸۵ اسب بخار متری (۶۳ کیلووات؛ ۸۴ اسب بخار)  | کاربراتور دو دهانه                  |

## ET3

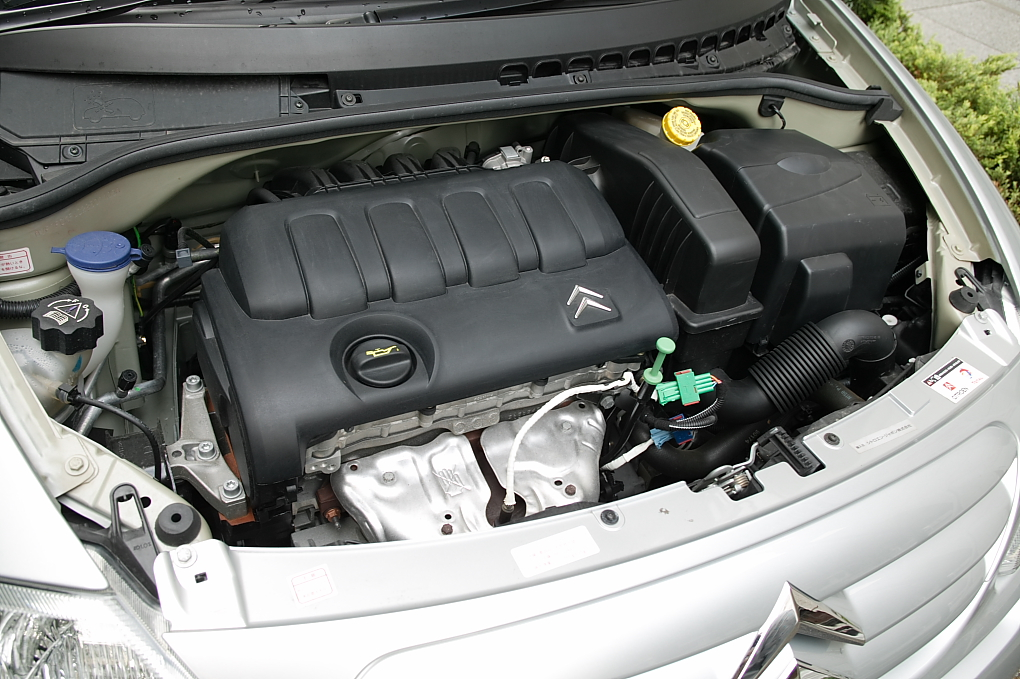
موتور ئی‌تی۳ برروی خودروی سیتروئن سی۳

همان موتور تی‌یو۳ اما با چهار سوپاپ برای هر سیلندر و سامانه VVT سوپاپ‌ها که در سال ۲۰۰۴ با پژو ۲۰۶ Quiksilver Edition معرفی شد. این موتور مقدمه‌ای برای شکل‌گیری موتورهای جدید سری پرینس پی‌اس‌ای و ب‌ام‌و محسوب می‌شود.
| مدل          | قدرت                                       | یادداشت                             |
| ------------ | ------------------------------------------ | ----------------------------------- |
| ET3 J4 (KFU) | ۹۰ اسب بخار متری (۶۶ کیلووات؛ ۸۹ اسب بخار) | سوخت‌رسانی انژکتوری با مبدل کاتالیست |

## TU5

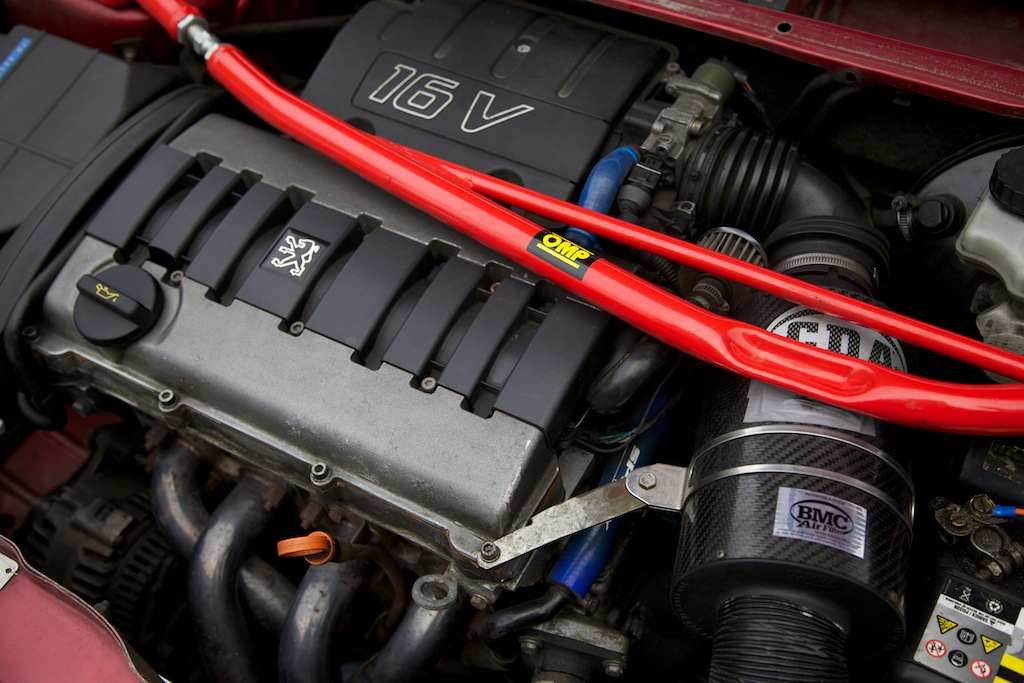
موتور تی یو ۵ جی ۴ (NFX) بر روی خودروی پژو ۱۰۶ GTI

موتور TU5 با حجم ۱۵۸۷ سانتی متر مکعب تولید شد. ابتدا در دو مدل ۸ و ۱۶ سوپاپ در دسترس بود اما از این بین تنها گزینه ۱۶ سوپاپ با قدرت ۱۰۹ اسب بخار باقی ماند، اگر چه مدل اسپورت این موتور نیز با قدرت ۱۲۲ اسب بخار به سیتروئن C2 VTS قدرت بالاتری را می‌داد. موتور TU5 در مسابقات اتومبیل رانی نیز توسط سیتروئن و پژو استفاده می‌شد. این موتور توسط شرکت خودروسازی ایران خودرو در خانواده تولیدی پژو مورد استفاده قرار گرفته‌است. در ابتدا این موتور با خانواده ۲۰۶ به ایرانیان معرفی شد که بعدها در دیگر محصولات ایران‌خودرو نیز مورد استفاده قرار گرفت. از نکات مثبت قابل ذکر برای این موتور می‌توان به صدای کم، استاندارد آلایندگی بالا، شتاب مناسب، استهلاک خیلی کم و قیمت رقابتی اشاره کرد.
نکات منفی آن میتوان به  گشتاور پایین  کپی سازی توسط شرکتهای متفرقه که باعث کاهش کیفیت و افزایش مصرف سوخت شده است بعد از استقبال از این موتور مدرن، شرکت ایران خودرو با سرمایه‌گذاری مناسب این موتور را بومی کرد و در خودروهای ۴۰۵ SLX (و تعداد بسیار محدودی GLX)، پارس، رانا، ۲۰۶ اس‌دی و پژو ۲۰۷آی و البته در تعداد بسیار محدودی سمند ال‌ایکس و سورن صادراتی به کشورهای اروپای شرقی به‌کار برده‌است که تعداد محدودی از آن برگشت خورده و در داخل ایران موجود می‌باشد، به‌ویژه موارد سالم آن.

در بازار چین، یک پیشرانهٔ شبیه به تی‌یو۵ با نام N6A 10FXA3A PSA عرضه شد که قدرت تولیدی آن ۸۸ اسب بخار متری (۶۵ کیلووات؛ ۸۷ اسب بخار) بود.
| مدل                 | قدرت                                         | یادداشت                             |
| ------------------- | -------------------------------------------- | ----------------------------------- |
| TU5 J2/L3 (NFW)     | ۱۰۵ اسب بخار متری (۷۷ کیلووات؛ ۱۰۴ اسب بخار) | سوخت‌رسانی انژکتوری با مبدل کاتالیست |
| TU5 J4 (NFX)        | ۱۲۰ اسب بخار متری (۸۸ کیلووات؛ ۱۱۸ اسب بخار) | ۱۶ سوپاپ با مبدل کاتالیست           |
| TU5 JP4 (NFU)       | ۱۱۲ اسب بخار متری (۸۲ کیلووات؛ ۱۱۰ اسب بخار) | ۱۶ سوپاپ با مبدل کاتالیست           |
| TU5 JP4S (NFS)      | ۱۲۵ اسب بخار متری (۹۲ کیلووات؛ ۱۲۳ اسب بخار) | ۱۶ سوپاپ با مبدل کاتالیست           |
| TU5 JP/L4 (NFT)     | ۹۸ اسب بخار متری (۷۲ کیلووات؛ ۹۷ اسب بخار)   | سوخت‌رسانی انژکتوری با مبدل کاتالیست |
| TU5 JP+ (NFV)       | ۹۵ اسب بخار متری (۷۰ کیلووات؛ ۹۴ اسب بخار)   | سوخت‌رسانی انژکتوری با مبدل کاتالیست |
| TU5 JP (NFR/NFZ)    | ۹۰ اسب بخار متری (۶۶ کیلووات؛ ۸۹ اسب بخار)   | سوخت‌رسانی انژکتوری با مبدل کاتالیست |
| EC5 (w/ VVTi) (NFN) | ۱۲۲ اسب بخار متری (۹۰ کیلووات؛ ۱۲۰ اسب بخار) | ۱۶ سوپاپ با مبدل کاتالیست           |
| EC5 F/PG (NFP)      | ۱۱۶ اسب بخار متری (۸۵ کیلووات؛ ۱۱۴ اسب بخار) | ۱۶ سوپاپ با مبدل کاتالیست           |
| TU5P                | ۱۱۵ اسب بخار متری (۸۵ کیلووات؛ ۱۱۳ اسب بخار) | ۱۶ سوپاپ با مبدل کاتالیست           |

TU5 JP+ (NFV) و TU5 JP/L4 (NFT) تقریباً موتورهای یکسانی هستند، اما تفاوت‌های اندکی دارند. این مسئله در مورد موتورهای EC5 F/PG (NFP) و TU5P نیز صادق است

## EC5(TU5P)
مدل ارتقا یافتهٔ  tu5 با نام EC5 بر روی پژو ۳۰۱، سیتروئن سی-الیزه و پژو ۲۰۸ نسل دوم به‌کار گرفته شده‌است که قابلیت CVVT و اسب بخار۱۱۴ قدرت و ۱۵۰ نیوتن متر گشتاور دارد. در ایران پیشرانهٔ ئی‌سی۵ توسط ایران خودرو بومی‌سازی شده و با نام TU5P عرضه شد که طبق ادعای کارخانه نسبت به ئی‌سی۵، ۱ اسب بخار قدرت و ۶ نیوتن متر گشتاور کمتری را ارائه می‌دهد. ایران خودرو این پیشرانه را بر روی تارا، پژو ۲۰۷ و تیپ خاصی از رانا پلاس نصب کرد.
| مدل                 | قدرت                                         | یادداشت                             |
| ------------------- | -------------------------------------------- | ----------------------------------- |
| TU5 J2/L3 (NFW)     | ۱۰۵ اسب بخار متری (۷۷ کیلووات؛ ۱۰۴ اسب بخار) | سوخت‌رسانی انژکتوری با مبدل کاتالیست |
| TU5 J4 (NFX)        | ۱۲۰ اسب بخار متری (۸۸ کیلووات؛ ۱۱۸ اسب بخار) | ۱۶ سوپاپ با مبدل کاتالیست           |
| TU5 JP4 (NFU)       | ۱۱۲ اسب بخار متری (۸۲ کیلووات؛ ۱۱۰ اسب بخار) | ۱۶ سوپاپ با مبدل کاتالیست           |
| TU5 JP4S (NFS)      | ۱۲۵ اسب بخار متری (۹۲ کیلووات؛ ۱۲۳ اسب بخار) | ۱۶ سوپاپ با مبدل کاتالیست           |
| TU5 JP/L4 (NFT)     | ۹۸ اسب بخار متری (۷۲ کیلووات؛ ۹۷ اسب بخار)   | سوخت‌رسانی انژکتوری با مبدل کاتالیست |
| TU5 JP+ (NFV)       | ۹۵ اسب بخار متری (۷۰ کیلووات؛ ۹۴ اسب بخار)   | سوخت‌رسانی انژکتوری با مبدل کاتالیست |
| TU5 JP (NFR/NFZ)    | ۹۰ اسب بخار متری (۶۶ کیلووات؛ ۸۹ اسب بخار)   | سوخت‌رسانی انژکتوری با مبدل کاتالیست |
| EC5 (w/ VVTi) (NFN) | ۱۲۲ اسب بخار متری (۹۰ کیلووات؛ ۱۲۰ اسب بخار) | ۱۶ سوپاپ با مبدل کاتالیست           |
| EC5 F/PG (NFP)      | ۱۱۶ اسب بخار متری (۸۵ کیلووات؛ ۱۱۴ اسب بخار) | ۱۶ سوپاپ با مبدل کاتالیست           |
| TU5P                | ۱۱۵ اسب بخار متری (۸۵ کیلووات؛ ۱۱۳ اسب بخار) | ۱۶ سوپاپ با مبدل کاتالیست           |

TU5 JP+ (NFV) و TU5 JP/L4 (NFT) تقریباً موتورهای یکسانی هستند، اما تفاوت‌های اندکی دارند. این مسئله در مورد موتورهای EC5 F/PG (NFP) و TU5P نیز صادق است

## ME16
این نسخه تا حد بسیاری منطبق با EC5 است که در مگاموتور به تولید رسیده و سایپا از آن استفاده‌می‌کند. 
شرکت سایپا که در قرارداد هایش با سیتروئن در زمان برجام، علاوه بر تولید محصولات سیتروئن در سایپا، حق تولید موتور EC5 را به دست آورده بود، اقدامات اولیه را برای تولید این موتور، جهت نصب بر روی محصولات سیتروئن در مگاموتور انجام داده بود، اما با بازگشت دوباره تحریم ها و خروج پژو سیتروئن از ایران، این پروژه متوقف شد. پس از عرضه خودروی شاهین با پیشرانه M15 TC به بازار، مورد انتقاداتی از جمله، قدیمی بودن فناوری موتور ۸ سوپاپ و استهلاک بالای موتور به علت توربو بودن قرار گرفت. این قضیه باعث شد پروژه تولید موتور EC5 با کمک ایران خودرو که خود نیز آن را به تازگی با نام TU5P داخلی سازی کرده بود، از سر گرفته شود. شرکت سایپا با تقویت موتور TU5 و تغییرات جهت افزایش گشتاور، موتوری را با حجم ۱.۶ لیتر، ۴ سیلندر، ۱۶ سوپاپ و مجهز به فناوری های سوپاپ دور متغیر CVVT، پمپ روغن متغیر و دینام نسل جدید با نام ME16 به تولید رساند تا بر روی خودروهای جدید این شرکت قرار گیرد.
| پیشرانه               | ME16                          |
| --------------------- | ----------------------------- |
| آغاز تولید            | ۱۴۰۱                          |
| پایان تولید           |                               |
| تعداد سیلندر          | ۴ سیلندر                      |
| تعداد سوپاپ           | ۱۶ سوپاپ                      |
| نوع سوخت              | بنزین                         |
| نوع تنفس              | تنفس طبیعی                    |
| استاندارد آلایندگی    | یورو ۵                        |
| ترتیب احتراق          | ۱-۳-۴-۲                       |
| حجم موتور             | ۱۵۸۷ سی سی                    |
| نسبت تراکم            | ۱۱                            |
| حداکثر گشتاور         | ۱۵۰/۴۸۰۰ نیوتون متر           |
| حداکثر قدرت           | ۱۱۵/۵۶۰۰ اسب بخار             |
| حداکثر دور پیشرانه    | ۶۰۰۰ دور در دقیقه             |
| طول، عرض، ارتفاع      | ۶۲۰×۵۰۰×۶۶۵                   |
| وزن موتور             | ۱۱۴ کیلوگرم                   |
| مصرف سوخت ترکیبی      | ۶ لیتر در صد کیلومتر          |
| خودروهای مورد استفاده | شاهین پلاس، آریا، کادیلا،سیلک |

## TUD3 و TUD5

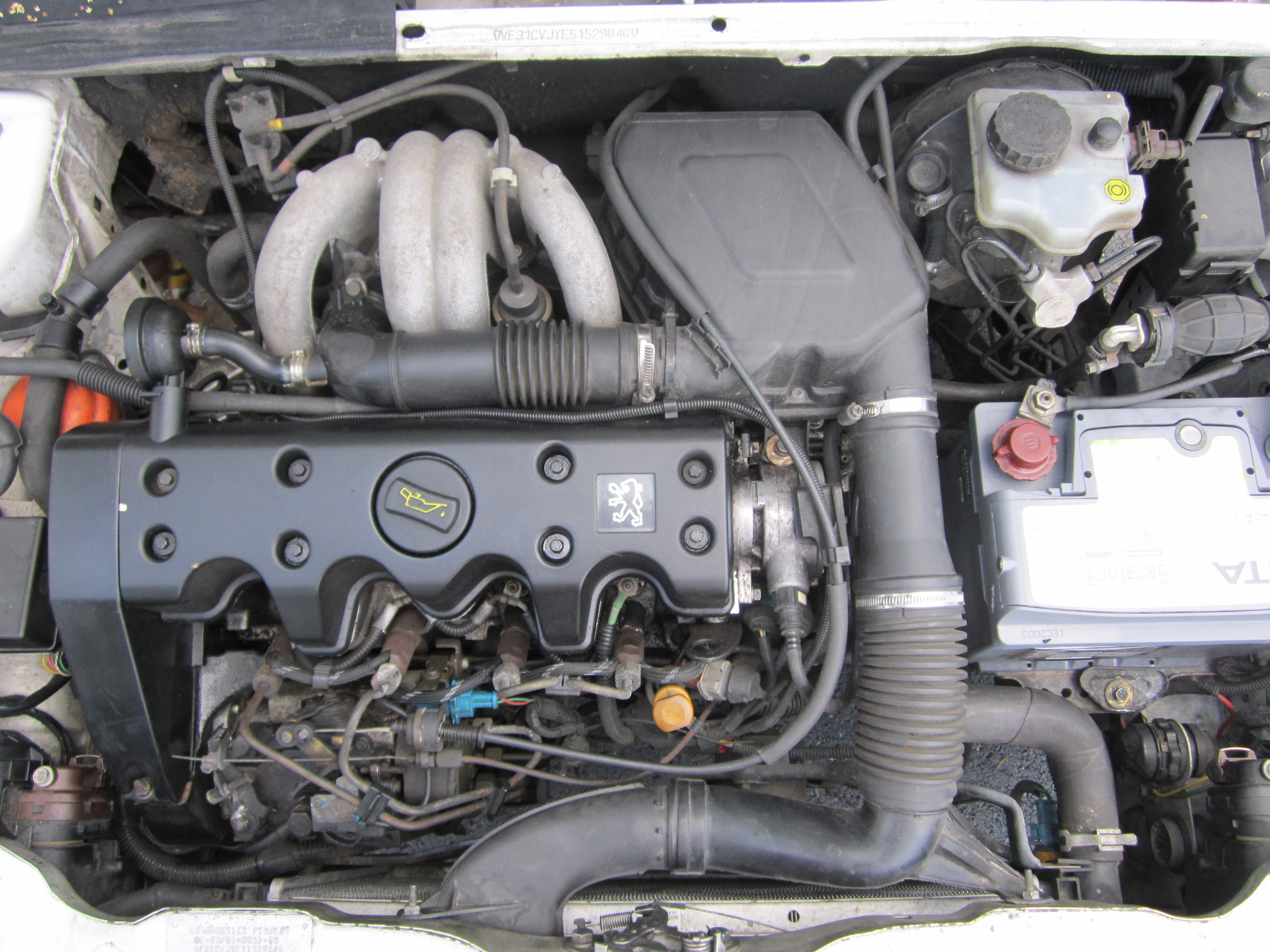
موتور تی‌یودی۵ برروی خودروی پژو ۱۰۶

موتورهای تی‌یودی خودروهای دیزلی از این سری بودند که از پمپ سوخت مکانیکی بهره می‌بردند. سرسیلندر نسخه اول همان سرسیلندر موتور تی‌یو۳ بود که تغییرات جزئی در آن داده شده بود. در سال ۱۹۹۴ حجم این موتور افزایش یافت و به ۱۵۲۷ سانتیمتر مکعب رسید. 
موتورهای سری تی‌یودی تنها در ۸ خودروی زیر به‌کار رفته اند که ۴ تای آنها توسط پی‌اس‌ای تولید نشده‌اند.
- سیتروئن ای‌ایکس، سیتروئن ساکسو، سیتروئن سارا، پژو ۱۰۶، روور مترو/سری ۱۰۰، نیسان میکرو، ماروتی سوزوکی زِن و ماروتی سوزوکی استیم

همچنین شرکت تاتا موتورز نسخهٔ کم‌حجم شده‌ای از موتور تی‌یودی۵ را طراحی کرده و در تاتا ایندیگو به‌کار برده‌است.